# ارزن مردابی
ارزن مردابی (نام علمی: Panicum paludosum) نام یک گونه از سرده ارزن است.